# Desperate Youth, Blood Thirsty Babes
Albums de TV on the Radio
Young Liars
(2003) Return to Cookie Mountain
(2006)
Desperate Youth, Blood Thirsty Babes est le premier album officiel du groupe américain TV on the Radio. Enregistré en août et septembre 2003 à Brooklyn, New York, le disque est paru le 9 mars 2004. Il fut produit par David Andrew Sitek, programmeur et multi-instrumentiste du trio, et suscita un grand intérêt critique. Le disque a remporté le prix Shortlist Music Prize (en) aux États-Unis en 2004.
L'album est réédité en 2024 avec des titres supplémentaires.

## Liste des titres
1. The Wrong Way – 4:38
2. Staring at the Sun – 3:27
3. Dreams – 5:09
4. King Eternal – 4:28
5. Ambulance – 4:55
6. Poppy – 6:07
7. Don't Love You – 5:31
8. Bomb Yourself – 5:32
9. Wear You Out – 7:22
10. You Could Be Love (bonus track) - 07:16
11. Staring At the Sun (demo) - 06:14

## Liste des titres de la réédition
1. The Wrong Way - 4:39
2. Dreams - 05:09
3. King Eternal - 04:28
4. Ambulance - 04:55
5. Poppy - 06:07
6. Don't Love You - 05:31
7. Bomb Yourself - 05:32
8. Wear You Out - 07:21
9. Staring at the Sun - 03:26
10. You Could Be Love - 07:16
11. Staring At the Sun (demo) (Remastered) - 06:14
12. New Health Rock (Remastered) - 04:01
13. Modern Romance (Remastered) - 04:09
14. Final Fantasy (2004 Recording) - 03:15
15. Dry Drunk Emperor (2005 Recording) - 6:47

## Musiciens
- Tunde Adebimpe - vocals, loops
- Kyp Malone - vocals, guitars, loops
- David Andrew Sitek - music, guitars, keys, loops